# Onza
Onza – nazwa poczwórnego pistola hiszpańskiego o wartości 8 escudos. Złote monety o nazwie onza bito w Kostaryce w 1850 r. oraz w Boliwii w 1868 r.